# Тейле, Рейнгольд
Генрих Эрдман Рейнгольд Те́йле (нем. Heinrich Erdmann Reinhold Teile) родился в 1844 году в Шлезии в городе Грюнберг, умер от туберкулёза 13 октября 1900 г. в г. Туле, (Российская империя) — немец, прусский подданный, потомственный почётный гражданин и кавалер ордена Святого Станислава III степени.

## Биография
Рейнгольд Тейле приехал в Тулу в 1860-70-х годах из Пруссии. В то время занимался слесарным делом. Свою карьеру он начинал с работы на Императорском Тульском оружейном заводе, куда его устроил старший брат, оружейник Эмиль Тейле, но довольно быстро ушёл оттуда в самостоятельное предпринимательство и основал собственное дело. В 1870 году Рейнгольд Тейле открывает небольшую самоварную фабрику в 3-й части города Тулы, на Демидовской улице. В 1871 он женился на девице Берте Данневитц (Amalie Emilie Bertha Dannewitz), уроженке города Ландсберга (Германия). Молодожёны венчались в евангелическо-лютеранской церкви.

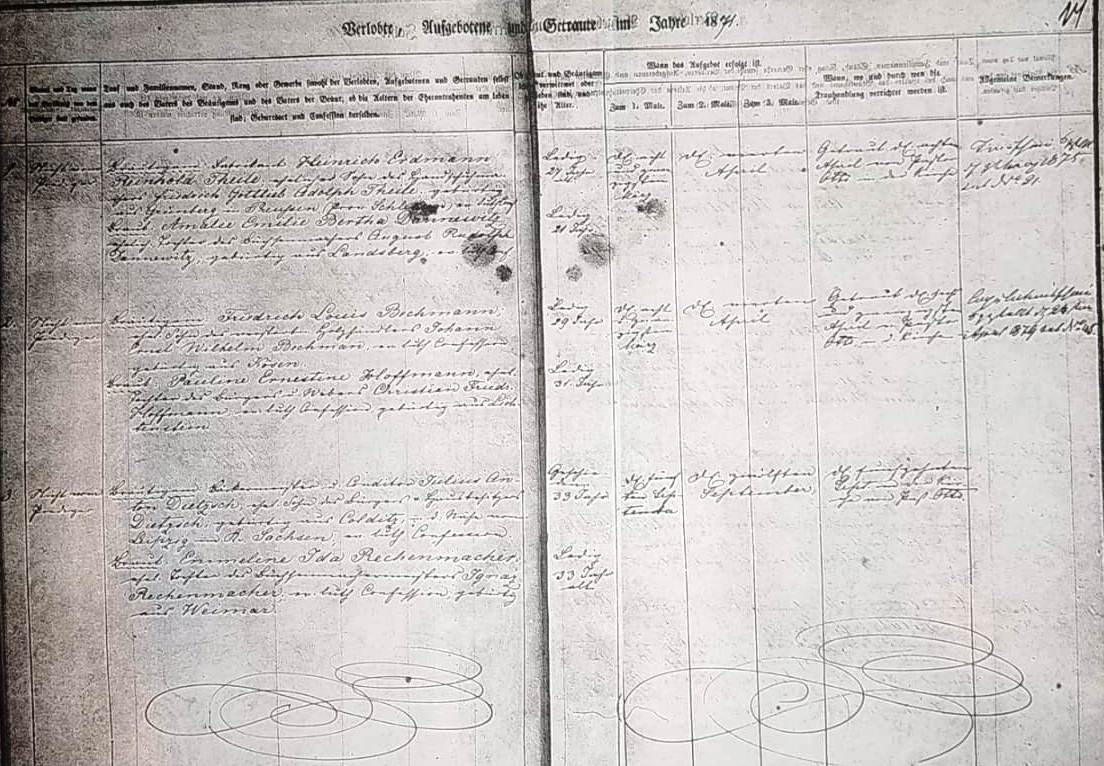
Женитьба Рейнгольда Тейле на Берте Данневитц в 1871 г

В семье Рейнгольда Тейле было пятеро переживших младенчество сыновей. Старший сын Рудольф (Rudolph Reinhold August Adolph Theile), родился 1 января 1874 (в 1921 году сумел выехать на историческую родину в Германию). Затем появились Эдуард (Eduard Karl Otto Reinhold Theile, род. Сентябрь 1875), Отто (Otto Reinhold Adolph Theile, род. Март 1880, скончался в 1921 от туберкулёза, его детей усыновил брат Фридрих), Фридрих (Friedrich Reinhold Otto Theile, род. Январь 1882) и Адольф (Adolph Friedrich Reinhold Theile, род. Июнь 1884). Ещё один сын — Вольдемар Тейле умер в младенчестве. Дочь Александра (Alexandra Henriette Wilhelmine Theile), родившаяся в 1872, в 1900 вышла замуж за аптекаря из Саратова уроженца Лифляндской губернии Якоба Талена (Jakob Thalen), также лютеранского вероисповедания. Можно с большой долей вероятности утверждать, что Якоб увёз жену к себе в Саратов, так как обычная в таком случае череда детей в метрических книгах тульского лютеранского прихода отсутствует. Дочь София, родившаяся в 1891, умерла 13 октября 1908, будучи «потомственной почётной гражданкой» и учащейся «I-й Женской Гимназии».

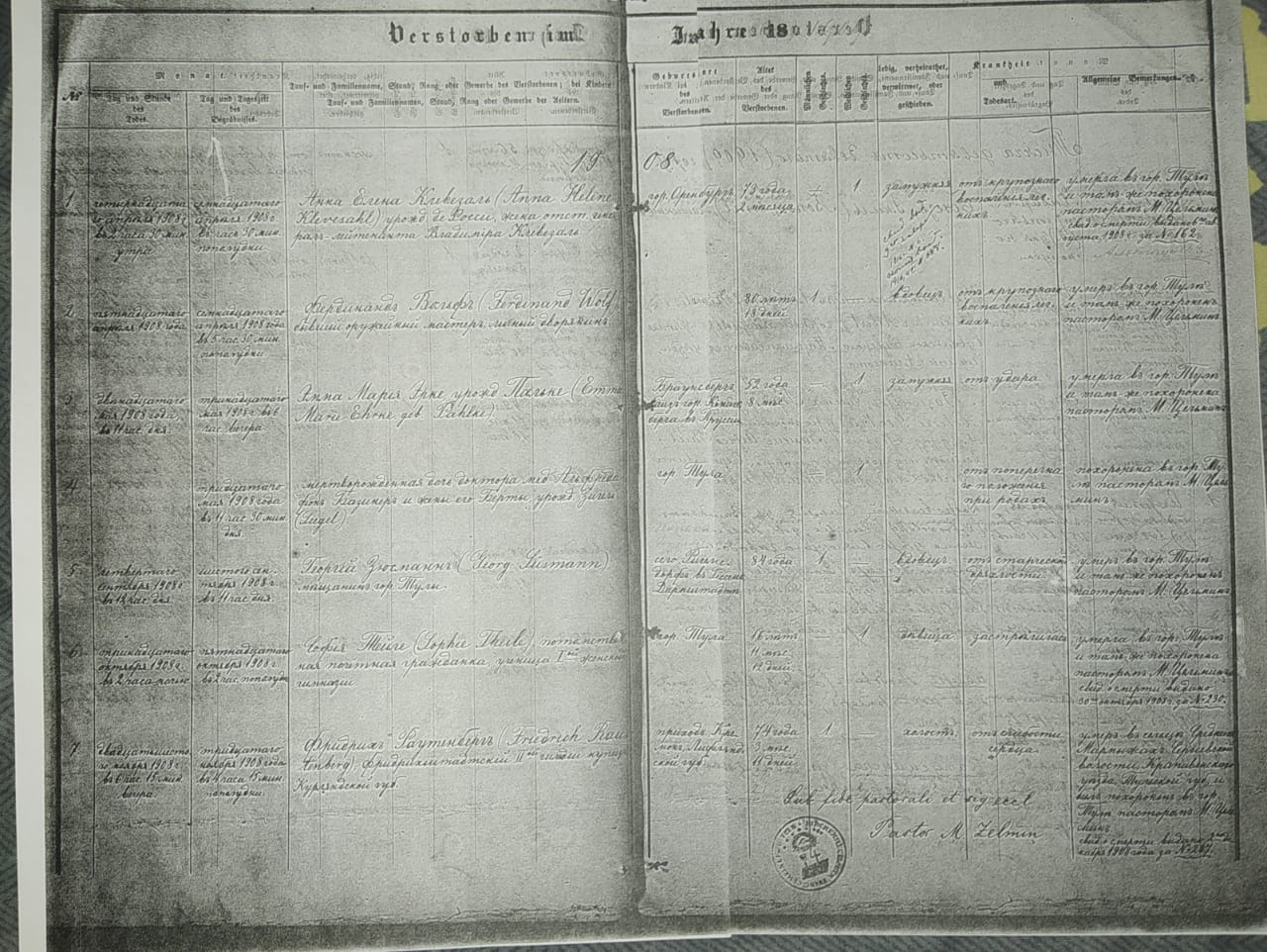
Смерть Софии Тейле в 1908

В 1874 году фабрика Рейнгольда Тейле стала паровой. В 1879 году появилось 2 паровых двигателя, в 24 и 36 лошадиных сил. Фабрика в основном занималась выпуском самоварных крышек.
В 1879 году Рейнгольд Тейле подал прошение на утверждение образца клейма, которое хотел ставить на самовары — в этот период он решил заняться ещё одним направлением выпуска товаров на своей фабрике. Он заключил договор с купцом II гильдии Иваном Львовичем Беловым на открытие Торгового дома. Через три года торговый дом прекратил существование, так как дела шли не очень успешно.

В 1882 году Рейнгольд Тейле принял участие во Всероссийской художественно-промышленной выставке в Москве. Там он был награждён серебряной медалью за введение разработанного им усовершенствования в самоварном деле.

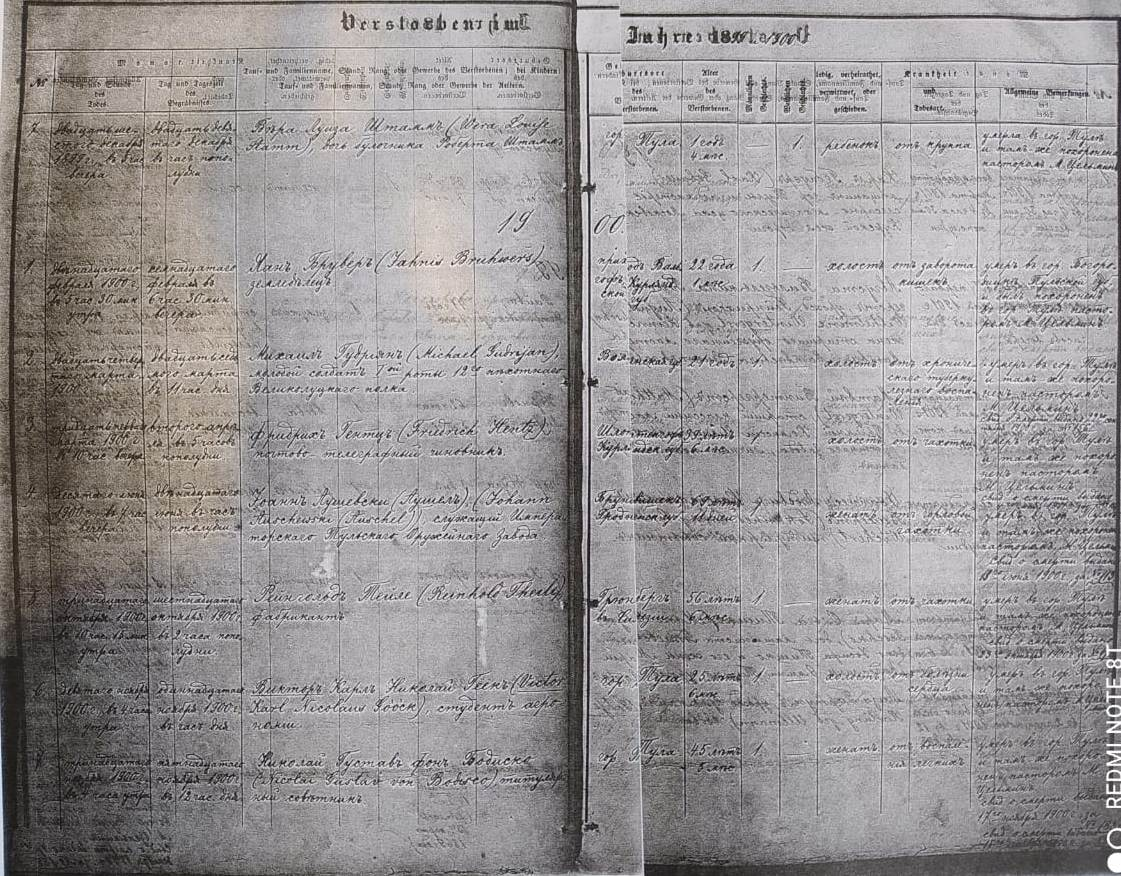
Смерть Рейнгольда Тейле в 1900г

В 1883 году на фабрике Тейле работало 50 человек, товар производился на сумму 75 тысяч рублей. Фабрика выпускала разные самовары, оконные петли, дверные петли, замки, утюги, чугунное литьё, медное литьё. Фабрика сгорела в 1880-х годах, так и не став зарегистрированной. Со временем фабрикант смог частично восстановить её работу. В 1889 году на фабрике работала одна паровая машина в 6 лошадиных сил. В год производилось 200 дюжин самоваров, стоимость продукции составляла 15 000 рублей.
Восстановленная фабрика уже официально принадлежала Берте Густавовне, жене Рейнгольда Тейле. Сам же фабрикант выступал в роли управляющего. После того как на фабрике вновь произошёл пожар и владельцы смогли её отстроить, Рейнгольд Тейле продал её в 1891 году Александру Степановичу Баташеву, нанявшись к нему управляющим. В 1892 году он разорвал контракт с ним.
7 ноября 1900 году Рейнгольду Тейле присвоили звание потомственного почётного гражданина. Рейнгольд Тейле — кавалер ордена Святого Станислава III степени.
После смерти Рейнгольда Тейле его вдова и сыновья приняли российское подданство. Предприятия семьи Тейле действовали в Туле до 1919 года, когда были национализированы.